# Arts and crafts (botanika)
Arts and crafts – jeden z początkowych nurtów nowoczesnych w sztuce ogrodowej, jako styl nowoczesny odrzucający historyzm. Silnie zaznaczają się w tym kierunku wątki narodowe i regionalne. Czołową postacią nurtu był William Morris. 

## Charakterystyka
Arts and crafts to rodzaj wzornictwa ogrodowego który cechował kult "wiejskiego ogrodnictwa".
Używano głównie typowych i znanych roślin (np. bratek, nagietek, róża) pnącz oraz rzemiosła ogrodowego. 
Charakterystyczne dla nurtu były płyty tarasowe poprzerastane trawą oraz rabaty bylinowe. 
Cechuje się doskonałym połączeniem geometrycznej konstrukcji ogrodów z miękkością plam roślinnych.